# Костанайський район
Костана́йський район (каз. Қостанай ауданы, рос. Костнайский район) — адміністративна одиниця у складі Костанайської області Казахстану. Адміністративний центр — місто Тобил.

## Населення
Населення — 72923 особи (2021; 67512 у 2009, 65435 у 1999, 73936 у 1989).
Національний склад (станом на 2010 рік):
- росіяни — 28121 особа (40,91 %)
- казахи — 23531 особа (34,23 %)
- українці — 7595 осіб (11,05 %)
- німці — 3765 осіб (5,48 %)
- білоруси — 1695 осіб (2,47 %)
- татари — 1063 особи (1,55 %)
- азербайджанці — 534 особи
- башкири — 330 осіб
- корейці — 268 осіб
- удмурти — 239 осіб
- молдовани — 231 особа
- мордва — 210 осіб
- поляки — 128 осіб
- чуваші — 125 осіб
- чеченці — 122 особи
- вірмени — 120 осіб
- інгуші — 81 особа
- інші — 579 осіб

## Історія
Район був утворений 1928 року як Кустанайський. 17 червня 1997 року район отримав сучасну назву. У період 1989-1998 років до складу району включено частину території сусіднього Убаганського/Алтинсаринського району. 2008 року села Дружба, Кунай та Ударник передані до складу міста Костанай. 11 липня 2018 року до складу Рудненської міської адміністрації була включена територія площею 5,019191 км² Костанайського району.

## Склад
До складу району входять 1 міська адміністрація та 14 сільських округів:
| Поселення                        | Площа, км² | Населення, осіб (1989) | Населення, осіб (1999) | Населення, осіб (2009) | Населення, осіб (2021) | Центр         | Населені пункти |
| -------------------------------- | ---------- | ---------------------- | ---------------------- | ---------------------- | ---------------------- | ------------- | --------------- |
| Тобильська міська адміністрація  | -          | 20274                  | 20117                  | 22908                  | 28251                  | Тобил         | 1               |
| Айсаринський сільський округ     | -          | 3877                   | 3624                   | 2885                   | 2400                   | Айсари        | 4               |
| Александровський сільський округ | -          | 3658                   | 2994                   | 2743                   | 2207                   | Александровка | 4               |
| Білозерський сільський округ     | -          | 1991                   | 1628                   | 1621                   | 1018                   | Білозерка     | 3               |
| Владимировський сільський округ  | -          | 4276                   | 3700                   | 3256                   | 2647                   | Владимировка  | 2               |
| Жамбильський сільський округ     | -          | 2953                   | 2846                   | 2983                   | 3290                   | Жамбил        | 3               |
| Ждановський сільський округ      | -          | 1427                   | -                      | 1223                   | 971                    | Ждановка      | 4               |
| Зарічний сільський округ         | -          | 7939                   | 7009                   | 7725                   | 12105                  | Зарічне       | 6               |
| Майкольський сільський округ     | -          | 2831                   | 2470                   | 2473                   | 2090                   | Майколь       | 4               |
| Мічурінський сільський округ     | -          | 4117                   | 3467                   | 4319                   | 5356                   | Мічурінське   | 3               |
| Московський сільський округ      | -          | 4545                   | 2719                   | 2224                   | 1735                   | Московське    | 2               |
| Надеждинський сільський округ    | -          | 3541                   | 3090                   | 1958                   | 1377                   | Надеждинка    | 3               |
| Озерний сільський округ          | -          | 3581                   | 3186                   | 2721                   | 2279                   | Озерне        | 3               |
| Октябрський сільський округ      | -          | 3617                   | 3448                   | 3603                   | 3534                   | Октябрське    | 6               |
| Садчиковський сільський округ    | -          | 3011                   | 3031                   | 3970                   | 3143                   | Садчиковка    | 2               |
| Ульяновський сільський округ     | -          | 2298                   | 2106                   | 900                    | 520                    | Ульяновське   | 2               |

- 11 січня 2019 року Шишкинський сільський округ був розділений на Суріковську сільську адміністрацію та Шишкинську сільську адміністрацію; ліквідовано Озерну сільську адміністрацію, Суріковську сільську адміністрацію та Шишкинську сільську адміністрацію, утворено Озерний сільський округ[6].
- 18 грудня 2019 року ліквідовано Павловську сільську адміністрацію, територія увійшла до складу Александровського сільського округ; ліквідовано Половниковську сільську адміністрацію, територія увійшла до складу Айсаринського сільського округу[7].

## Найбільші населені пункти
Населені пункти з чисельністю населення понад 1000 осіб:
| №  | Населений пункт | Населення, осіб (1989) | Населення, осіб (1999) | Населення, осіб (2009) | Населення, осіб (2021) |
| -- | --------------- | ---------------------- | ---------------------- | ---------------------- | ---------------------- |
| 1  | Тобил           | 20274                  | 20117                  | 22908                  | 28251                  |
| 2  | Зарічне         | 6139                   | 5246                   | 5804                   | 10703                  |
| 3  | Мічурінське     | 1829                   | 1592                   | 2209                   | 2957                   |
| 4  | Садчиковка      | 2177                   | 2259                   | 2947                   | 2426                   |
| 5  | Владимировка    | 3418                   | 2864                   | 2677                   | 2424                   |
| 6  | Жамбил          | 1941                   | 1808                   | 1912                   | 2302                   |
| 7  | Озерне          | 1880                   | 2159                   | 2044                   | 1891                   |
| 8  | Октябрське      | 1311                   | 1397                   | 1628                   | 1809                   |
| 9  | Московське      | 1678                   | 2329                   | 1929                   | 1615                   |
| 10 | Садове          | 1333                   | 1067                   | 1091                   | 1222                   |
| 11 | Айсари          | 1340                   | 1239                   | 1169                   | 1177                   |
| 12 | Алтинсаріно     | 955                    | 808                    | 1019                   | 1177                   |
| 13 | Александровка   | 1866                   | 1403                   | 1277                   | 1059                   |